# La Font de la Reina (Capellades)
La Font de la Reina és un veïnat de la vila de Capellades (Anoia). És a l'est de la vila, a l'antic camí ral que vorejava el riu.
Està format per un reduït conjunt d'edificis que conformen un únic carrer. Hi ha una capella dedicada a santa Bàrbara, documentada al segle xvi, d'una sola nau i campanar d'espadanya, edifici protegit com a bé cultural d'interès local.
L'indret constituïa un lloc estratègic de pas, fet que explicaria l'existència de nombrosos hostals. Al costat del portal d'un hostal hi ha una font neoclàssica en forma de bust femení, dels pits de la qual brollaven dos raigs d'aigua. Hom creu que fou esculpida en memòria de la reina Peronella d'Aragó, muller de Ramon Berenguer IV, que el 1151 va passar pel lloc, que ha conservat en el seu topònim el fet històric.
L’any 1683 es va destinar a cementiri un terreny cedit per Bernat Cabrianes, veler de Barcelona. Actualment, l’indret està enjardinat, té planta lleugerament triangular i conté una escultura de pedra amb la següent inscripció: Lloc que al segle XVII era el fossar de la Font de la Reina.

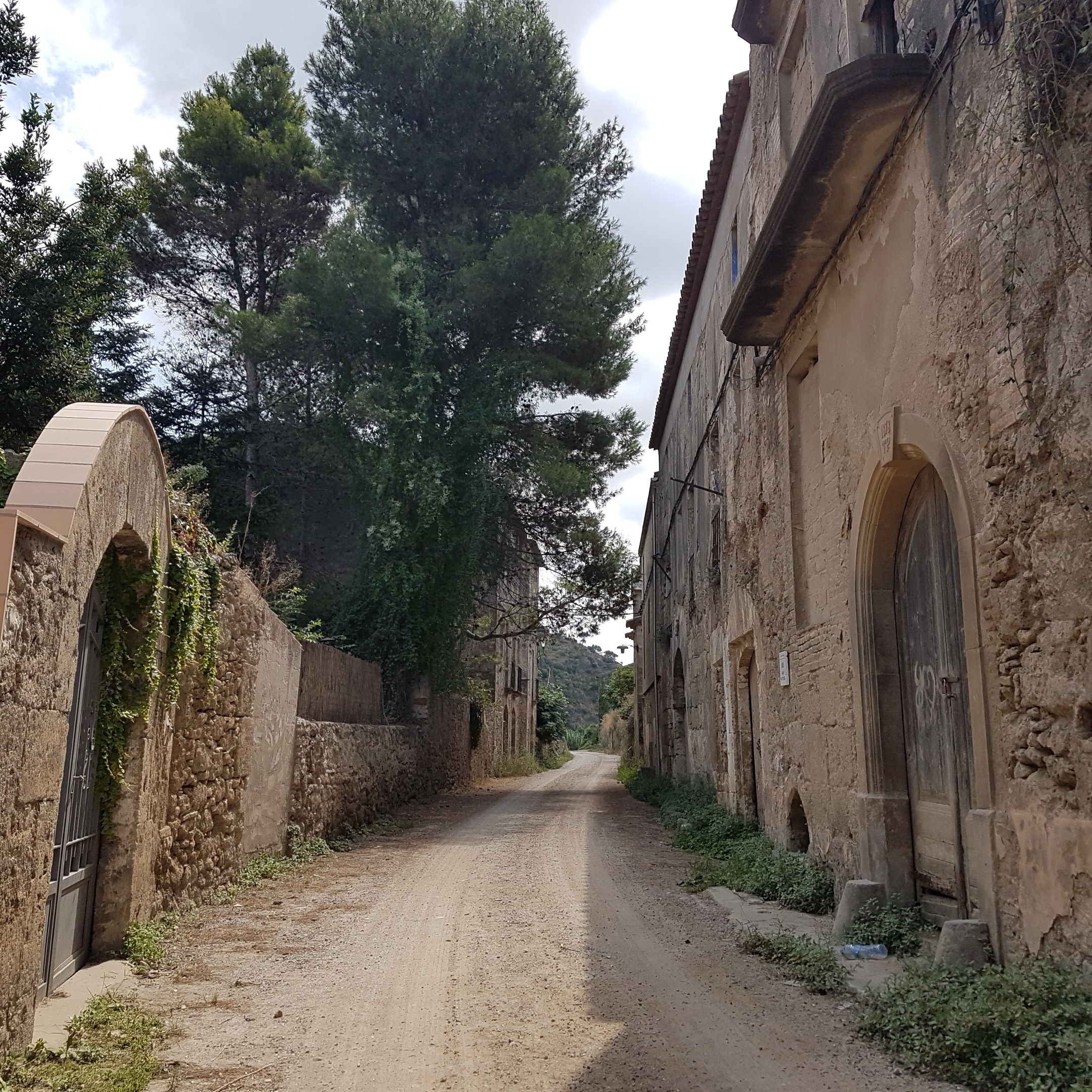
L'únic carrer de la Font de la Reina
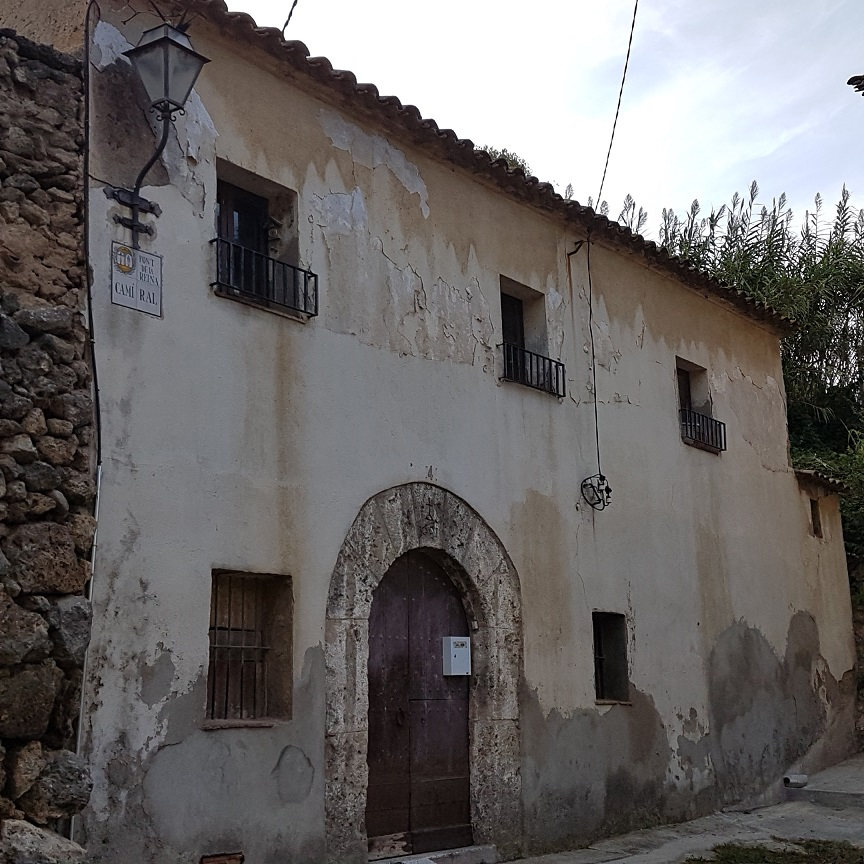
Casal del veïnat
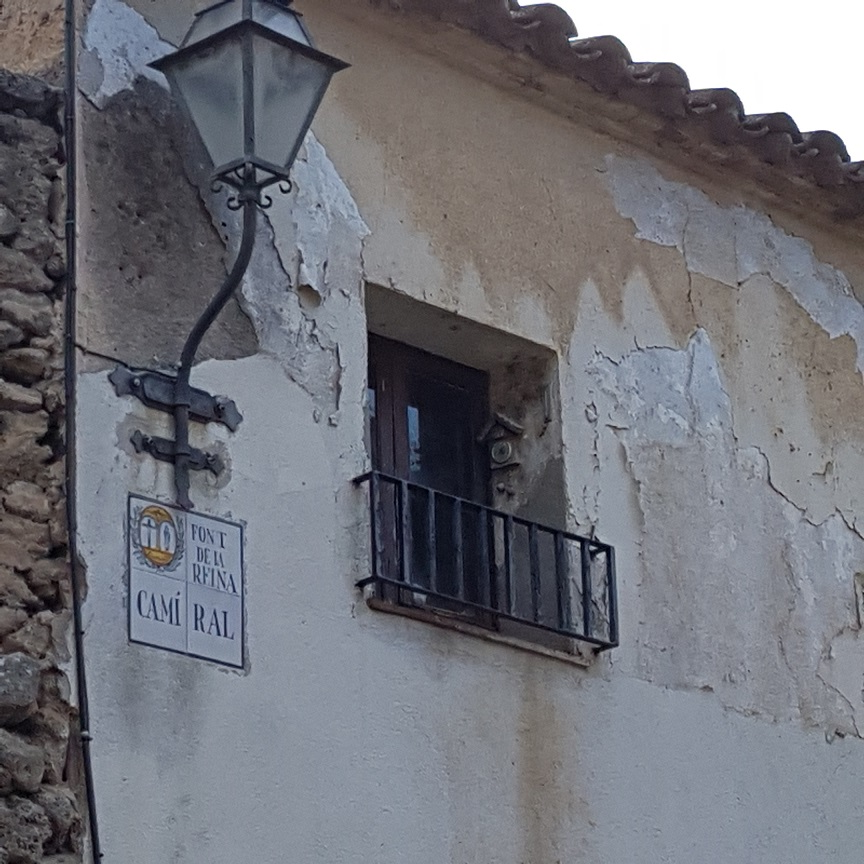
El lloc es troba a l'antic camí ral
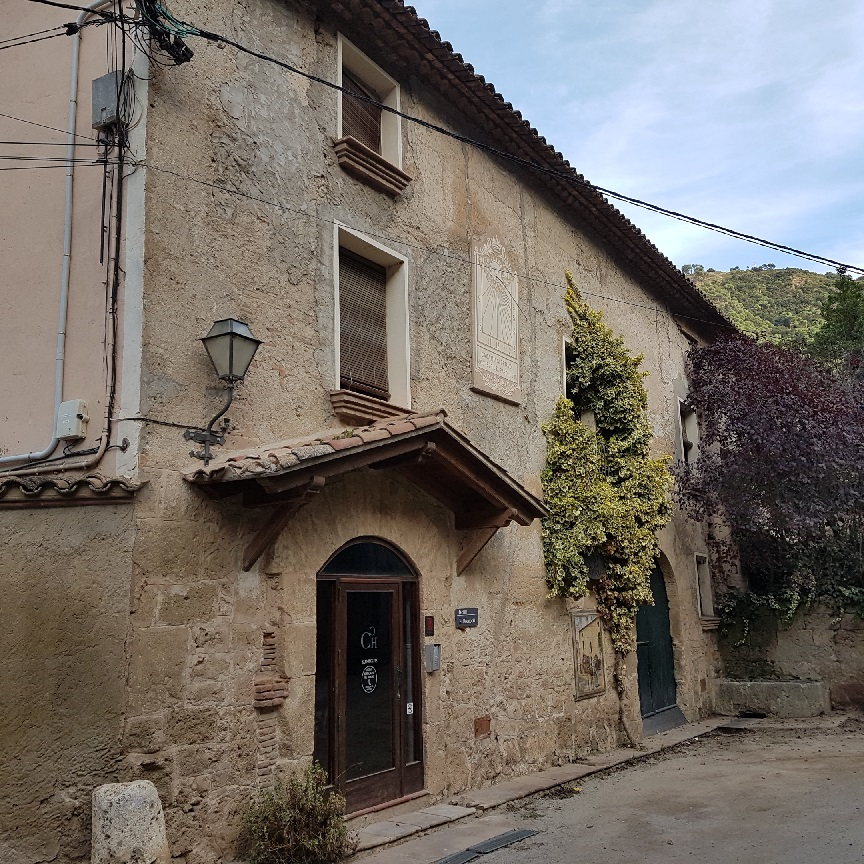
Antic hostal de l'indret
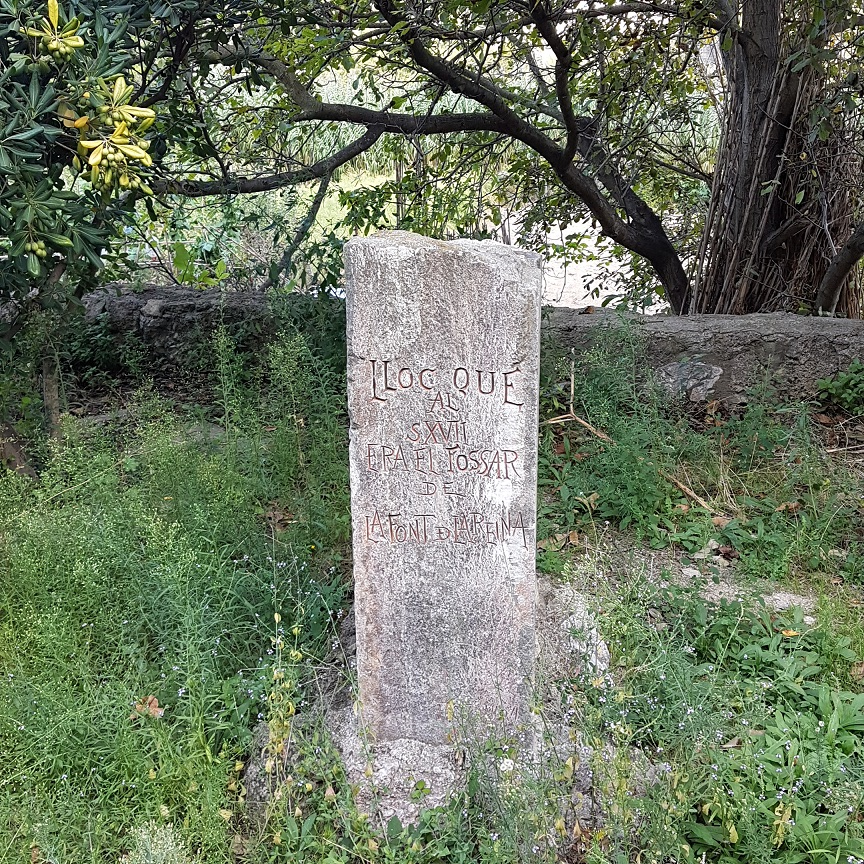
Vell cementiri